# Etsaut
Etsaut ist eine französische Gemeinde mit 63 Einwohnern (Stand 1. Januar 2022) im Département Pyrénées-Atlantiques in der Region Nouvelle-Aquitaine (vor 2016: Aquitanien). Sie gehört zum Arrondissement Oloron-Sainte-Marie und zum Kanton Oloron-Sainte-Marie-1 (bis 2015: Kanton Accous).
Die Einwohner werden Etsautois und Etsautoises oder Etsautais und Etsautaises genannt.

## Geographie
Etsaut liegt ca. 40 km südlich von Oloron-Sainte-Marie im Aspetal, einer der drei Täler des Hoch–Béarn.
Die höchste Erhebung im Gebiet der Gemeinde ist der Escarpu (2606 m).
Umgeben wird der Ort von den Nachbargemeinden:
|       | Cette-Eygun                                 |        |
| Borce | Kompassrose, die auf Nachbargemeinden zeigt | Laruns |
|       | Urdos                                       |        |

Etsaut liegt im Einzugsgebiet des Flusses Adour.
Zuflüsse des Gave d’Aspe durchqueren das Gemeindegebiet:
- der Sescoué mit seinen Nebenflüssen
  - Ruisseau de Pétraube,
  - Le Pour-Mourt und
  - Ruisseau de l’Esterous,
- der Ruisseau de Bouscagne,
- der Ruisseau de Sadum mit seinem Nebenfluss
  - Ruisseau de Yèse,
- der Ruisseau de Lucharry.[3]

## Geschichte
Mehrere Hügelgräber bezeugen eine erste Besiedelung bereits in der Urgeschichte. Die Gemeinde blieb für eine längere Zeit von der äußeren Welt abgeschieden, denn es gab bis zum 18. Jahrhundert keine Zufahrtsstraße. Dennoch wurden bei der Volkszählung im Jahre 1385 43 Haushalte gezählt, darunter einige von Cagotfamilien, Angehörige einer Personengruppe, die vom 13. bis weit ins 19. Jahrhundert hinein in Spanien und Frankreich diskriminiert und weitgehend vom gesellschaftlichen Leben ausgeschlossen war. Die Gemeinde musste auch einen gewissen Bedeutung haben, da eine Sondersteuer von Kaufleuten aus Aragonien für den Erhalt der Straßen im Tal erhoben wurde. Im Zweiten Weltkrieg erlangte Etsaut eine gewisse Bekanntheit, als prominente französische Politiker im Fort du Portalet in Haft gehalten wurden, bevor sie nach Deutschland deportiert wurden. 1945 wurde nach der Befreiung Frankreichs Philippe Pétain, Staatschef des ehemaligen, mit Deutschland kollaborierenden Vichy-Regimes, ebenfalls kurzzeitig in diesem Fort untergebracht.
Toponyme und Erwähnungen von Etsaut waren:
- Etsaut (1250, for d’Aspe, Manuskript aus dem 14. Jahrhundert),
- Atsaut (gegen 1360, Register von Came),
- Adsaut (1385, Volkszählung des Béarn),
- Atssaut (1397, Notare von Navarrenx) und
- Sent Grat deu Saut (1620, Veröffentlichungen des Bistums Oloron)[5]

### Einwohnerentwicklung
| Jahr      | 1962 | 1968 | 1975 | 1982 | 1990 | 1999 | 2006 | 2009 | 2022 |
| --------- | ---- | ---- | ---- | ---- | ---- | ---- | ---- | ---- | ---- |
| Einwohner | 158  | 141  | 125  | 104  | 92   | 105  | 84   | 78   | 63   |

## Sehenswürdigkeiten

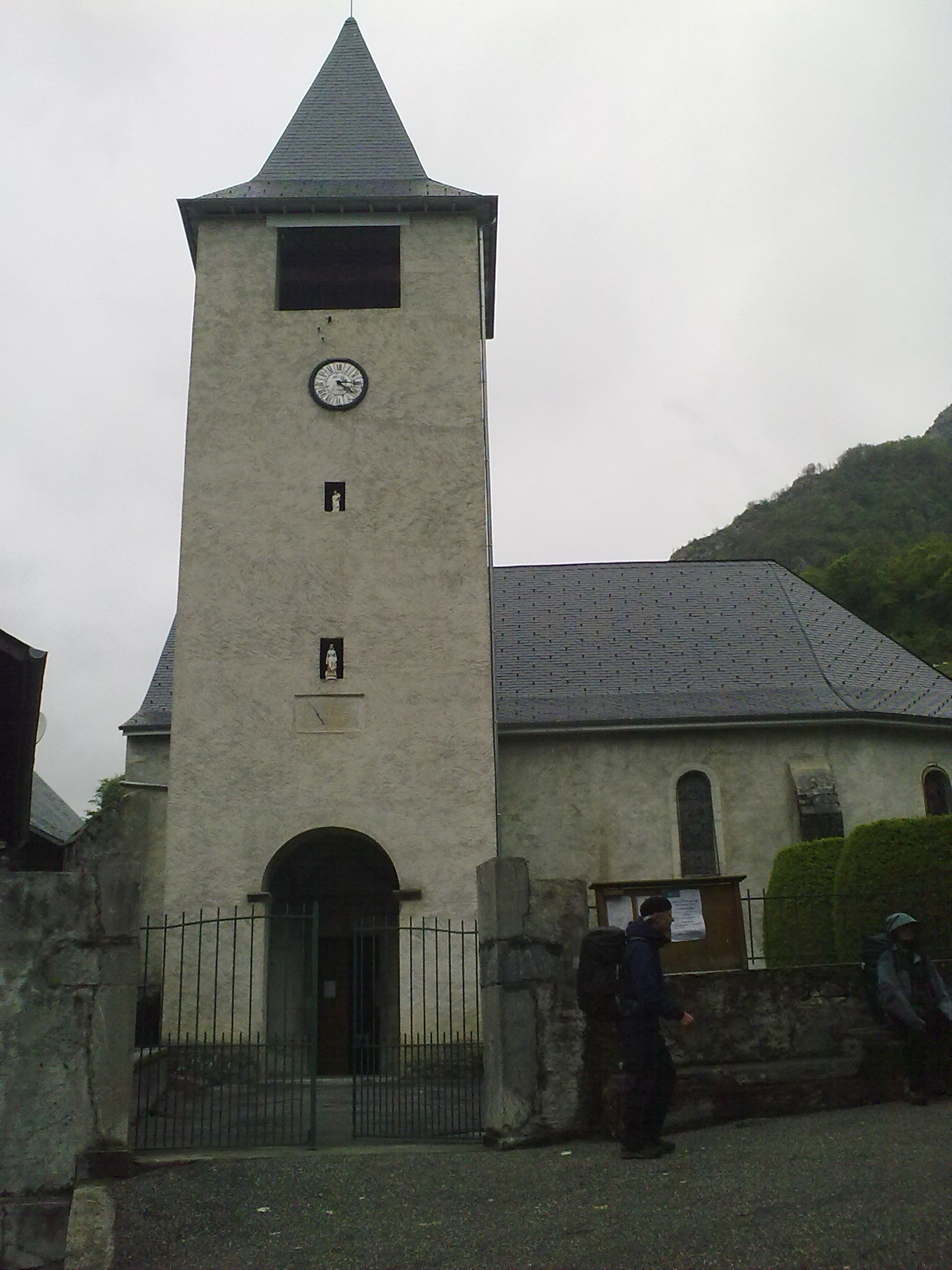
Pfarrkirche Saint-Grat

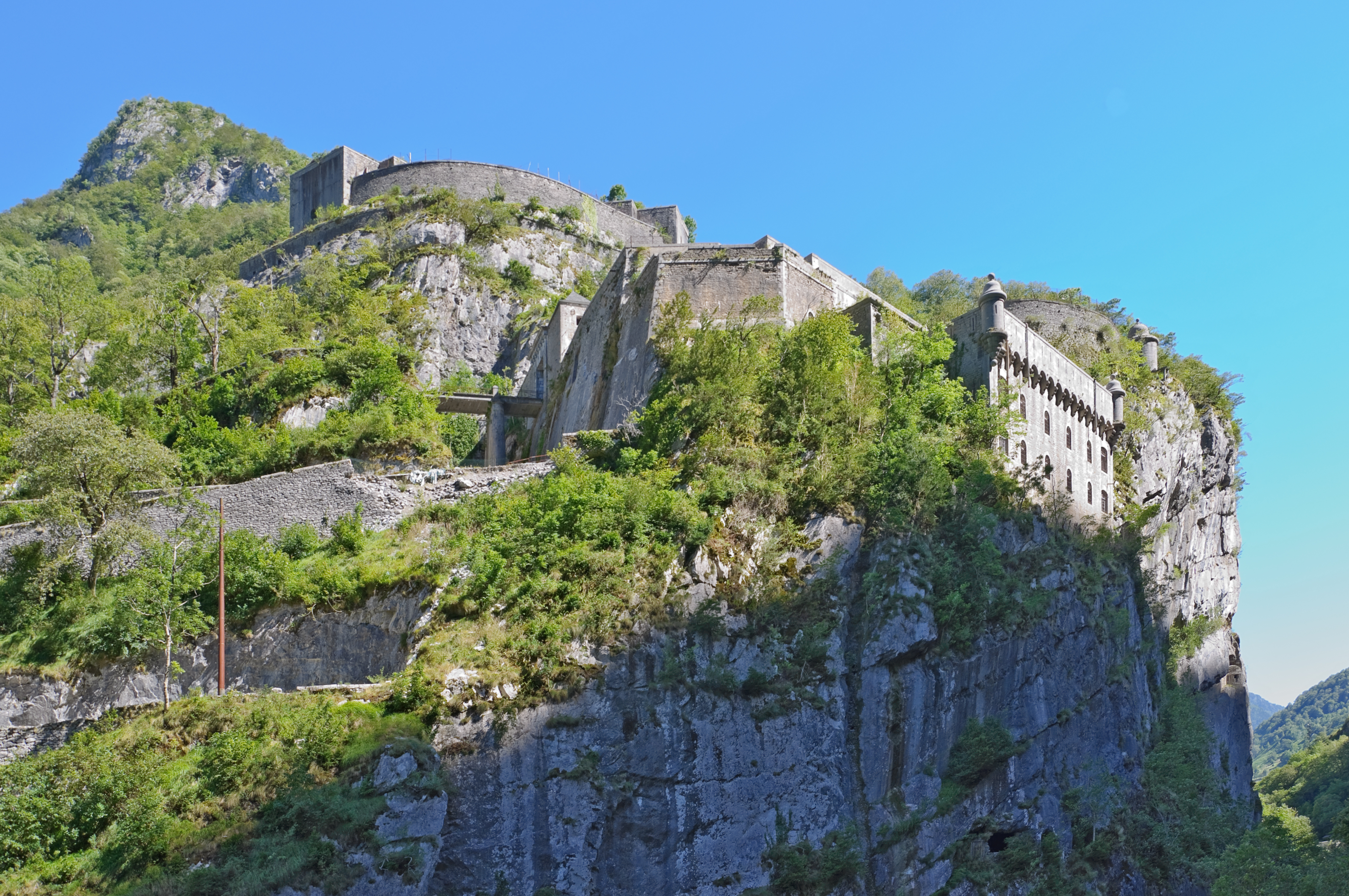
Fort du Portalet

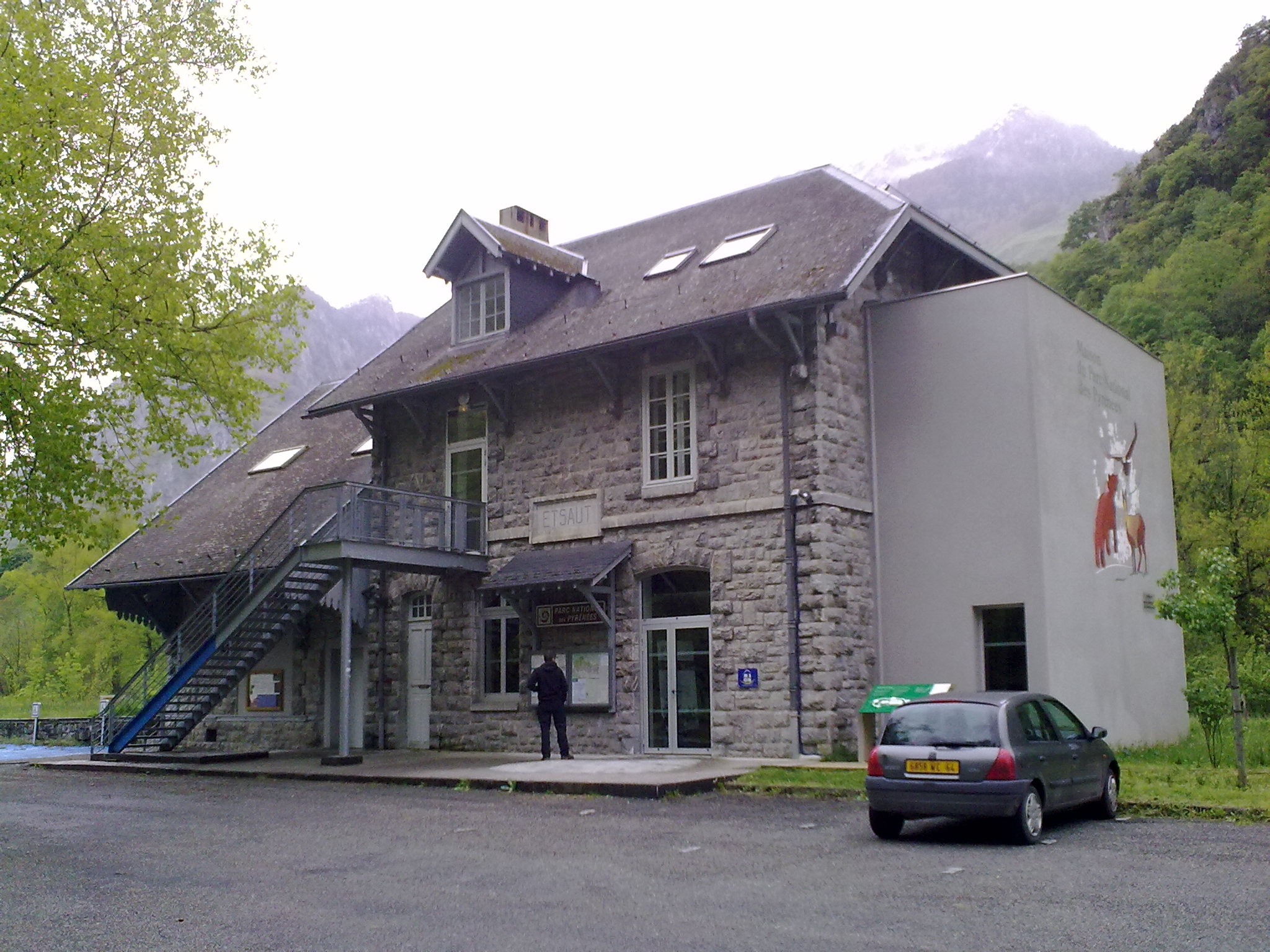
Ehemaliger Bahnhof von Etsaut, heute Haus des Nationalparks Pyrenäen

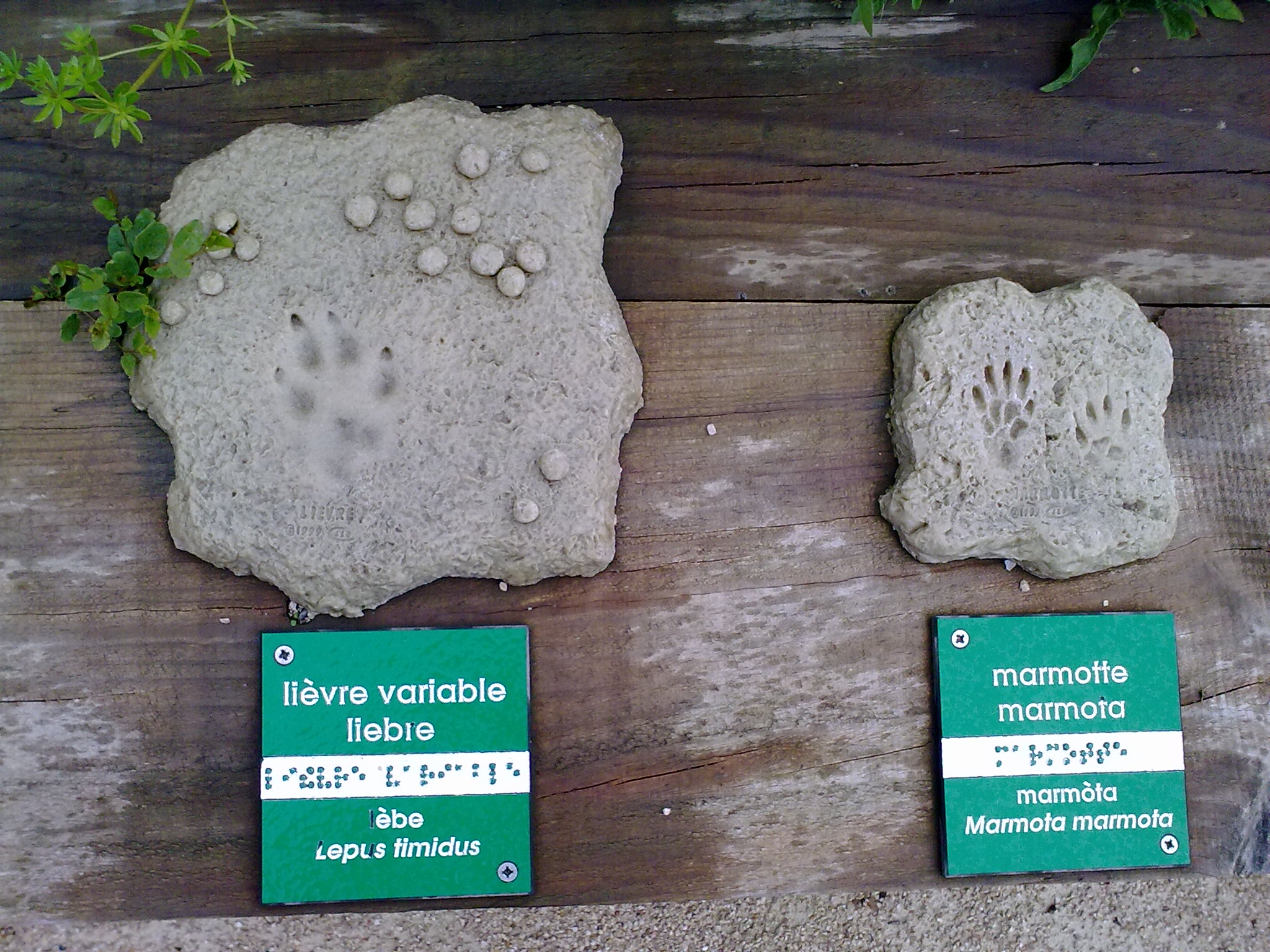
Informationstafel am Lehrpfad des Nationalparks

- Pfarrkirche, gewidmet des heiligen Gratus, dem ersten Bischof des Bistums Oloron, der sich auch in Etsaut aufgehalten hat. Das Eingangsportal unter dem Glockenturm datiert aus dem 18. Jahrhundert. Dieser massive Turm ist mit einem Zeltdach gedeckt und zeigt in seiner Außenfassade zwei Nischen mit Statuetten, eine den heiligen Josef, die andere die heilige Germana Cousin darstellend. Im 19. Jahrhundert ist die Kirche umgebaut worden und der Langbau zeigt heute ein Kirchenschiff, eine polygonale Apsis und eine Seitenkapelle, die Maria, der Mutter Jesu gewidmet ist.[9]

- Festes Haus von Etsaut. Mit seinen dicken Mauern aus Kalkstein ist der Turm im 14. Jahrhundert errichtet worden und sollte den Dorfbewohnern Schutz bei äußeren Gefahren bieten. Zu diesem Zweck hatte er ursprünglich keine Eingangstür. 14 Bogenscharten verteilen sich über die Fassade, insbesondere auf der Höhe der ersten Etage. Diese war ursprünglich unbewohnt nicht zuletzt aufgrund fehlender Fenster, bis im 16. Jahrhundert Fensteröffnungen für in die Wände gebrochen wurden. Die zweite Etage war von Anfang an als Wohnbereich vorgesehen, während die dritte und oberste Etage zu keiner Zeit bewohnt wurde. Eine Gravur von 1881 zeigt das Gebäude noch ohne das heutige Krüppelwalmdach. An der Nordseite ist ein Wohnhaus angebaut worden, das ein Gebäude aus der Bauzeit des Turms ersetzte, denn die Verbindung zum Turm erfolgt heute noch über Türen im Erdgeschoss und auf der ersten Etage.[10][11]

- Fort du Portalet. Die Anfänge des früheren Forts reichen bis in das 16. Jahrhundert als Zollstation auf einer Höhe von (765 m) an einer steilen Felswand hoch über dem Gave d’Aspe zurück. Alfred de Vigny, ein französischer Schriftsteller, schrieb dort 1823 mehrere Gedichte. Das heutige Fort ist auf Anweisung des Königs Louis-Philippe I. zwischen 1840 und 1860 zum Schutz der Landstraße zum Somport und als Verteidigung einer eventuellen spanischen Invasion an gleicher Stelle errichtet worden. Auf einem Höhenunterschied von 150 m wurden auf zwei Etagen eine Kaserne für Soldaten und ein Pavillon für Offiziere eingerichtet. Bis 1925 war die Anlage von einem Regiment der Infanterie besetzt. Anschließend bezog eine colonie de vacances, eine Ferieneinrichtung für Kinder und Jugendliche, das Fort. Im Zweiten Weltkrieg übernahm eine deutsche Garnison im Rahmen der Besetzung der unbesetzt gebliebenen Zone Frankreichs das Gelände und übernahm gleichzeitig dort inhaftierte prominente französische Politiker, wie z. B. Léon Blum, Paul Reynaud, Georges Mandel, Édouard Daladier oder Maurice Gamelin. Sie waren vom Vichy-Regime im Prozess von Riom verurteilt worden und wurden dann an die Deutschen ausgeliefert. 1945 wurde nach der Befreiung Frankreichs der Initiator des Prozesses von Riom, Philippe Pétain selbst, zu lebenslanger Haft verurteilt und ebenfalls kurzzeitig in diesem Fort untergebracht. Die Communauté de communes de la Vallée d’Aspe ist heute Besitzerin der Anlage, die an bestimmten Tagen im Jahr zur Besichtigung geöffnet wird.[12][13]

- Haus des Bären. Eduard I., König von England, und seine Ehefrau Eleonore von Kastilien befanden sich auf dem Weg nach Spanien, um Alfons III., König von Aragonien, zu begegnen und logierten 1289 in diesem Haus, das seinerzeit der Familie von Jean d’Arudy, einem Cousin von Eleonore, gehörte. Sanchot d’Arudy leitete später die Garde des Königs, worauf die Nachkommen als Edelleute ernannt wurden und das Haus eines der wenigen ist, das ein Wappen trägt. Außer einem Bärenkopf zeigt die Fassade als Flachrelief eine Kuh und einen Löwen, der an die Insigne des englischen Königs erinnert. Das Gebäude ist heute ein Freizeitzentrum, bei dem vom mittelalterlichen Quartier nicht mehr viel zu sehen ist. Die Fassade datiert aus dem 19. bis 20. Jahrhundert und das Dach ist vergrößert worden.[14]

- Gedenktafeln der Résistance. Unmittelbar nach dem Waffenstillstand vom 22. Juni 1940 zwischen Hitlerdeutschland und Frankreich organisierte sich der Widerstand gegen die deutschen Besatzer. Sehr aktive Gruppen etablierten sich im Südwesten Frankreichs, darunter das Corps Franc Pommiès, das von André Pommiès, Hauptmann des 18. Infanterieregiments in Pau, gegründet wurde. Bis zur Befreiung im August 1944 wurden zahlreiche Anschläge in der Region verübt, unterstützt von ehemaligen Kämpfern des Spanischen Bürgerkrieges. Bei der Befreiung des Forts du Portalet ist René Lefebvre als Kämpfer des Corps Franc Pommiès im Alter von 32 Jahren tödlich verletzt worden. Zu seinem Gedenken und zur Befreiung des Aspetals durch das Corps Franc Pommiès sind zwei Gedenktafeln angebracht.[15][16]

- Ehemaliger Bahnhof von Etsaut. Die Bahnstrecke Pau–Canfranc ist seit 1970 zwischen Bedous und Canfranc stillgelegt. Der ehemalige Bahnhof in Etsaut beherbergt inzwischen das Haus des Nationalparks Pyrenäen. Permanente Exponate zeigen ganzjährig die Fauna der Pyrenäen: Bartgeier, Gänsegeier, Wildschwein, Steinadler, Pyrenäen-Gämse und insbesondere Braunbär. Außerdem ist ein Lehrpfad eingerichtet, bei dem mehr als 25 Baumarten mithilfe von Informationstafeln in Französisch, Spanisch, in Brailleschrift und mit Großbuchstaben für Sehbehinderte vorgestellt werden, ebenso wie Abdrücke von Spuren von Wildtieren.[17]

## Wirtschaft und Infrastruktur

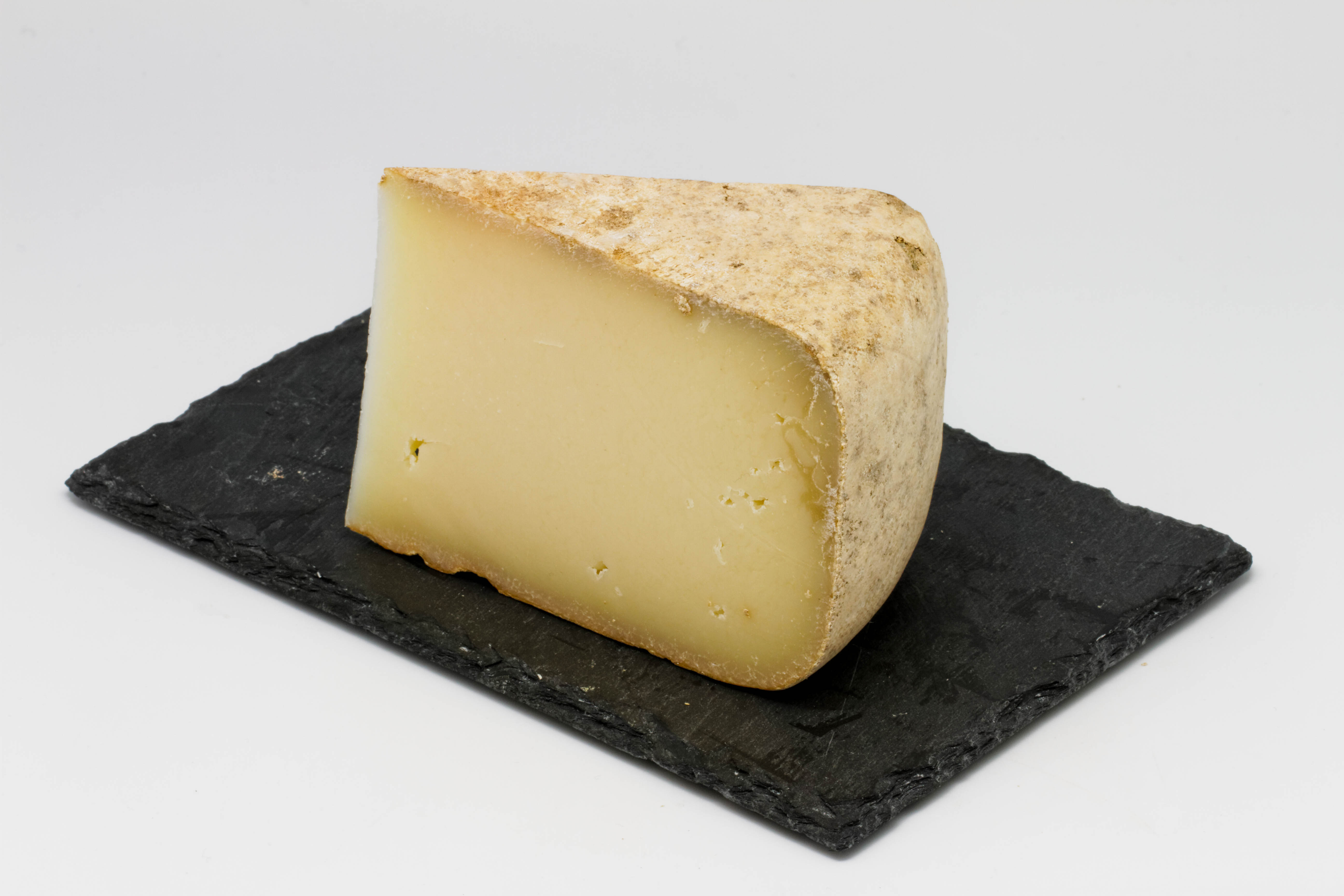
Ossau-Iraty

Landwirtschaft und Tourismus sind wichtige Wirtschaftsfaktoren der Gemeinde. Etsaut liegt in der Zone AOC des Ossau-Iraty, eines traditionell hergestellten Schnittkäses aus Schafmilch.

### Sport und Freizeit
Der Fernwanderweg GR 10 von Hendaye am Atlantik nach Banyuls-sur-Mer am Mittelmeer führt durch die Gemeinde.
Am letzten Sonntag im Juli findet alljährlich ein Käsefest statt, bei dem der Beruf des Schäfers, die Herstellung von Käse und die verschiedenen Käsesorten von den Sommerweiden des Aspetals selbst vorgestellt werden, ob Käse aus Schafmilch, Kuhmilch, Ziegenmilch oder gemischt. Handwerker und Erzeuger von anderen landwirtschaftlichen Produkten, Gesang und Tanz runden das Fest ab.
Der Wanderweg Chemin de la mâture ist 1,2 km lang und führt über einen in den Felsen gehauenen Weg hoch über das Tal des Sescoué, von dem man u. a. auch einen Blick von oben auf das Fort du Portalet erlangt. Der französische König Ludwig XIV. und sein Marine- und Finanzminister Jean-Baptiste Colbert beschlossen im 17. Jahrhundert, eine Kriegsmarine aufzubauen. Dazu benötigten sie hohe Bäume, wie sie im Aspetal anzutreffen sind. Um die Bäume abtransportieren zu können, wurde Etsaut schließlich an das Straßennetz angeschlossen und ein Transportweg zum Wald von Pacq zwischen den Gemeinden Etsaut und Urdos angelegt. Oberhalb der Schlucht de l’Enfer wurde ein 4 m breiter Weg, die Breite eines Ochsengespanns, in den Felsen gehauen. Ein Jahrhundert später, um 1778, war der Holzbestand erschöpft und es hat weitere hundert Jahre gedauert, bis sich der Wald wieder erholte.

Chemin de la Mâture
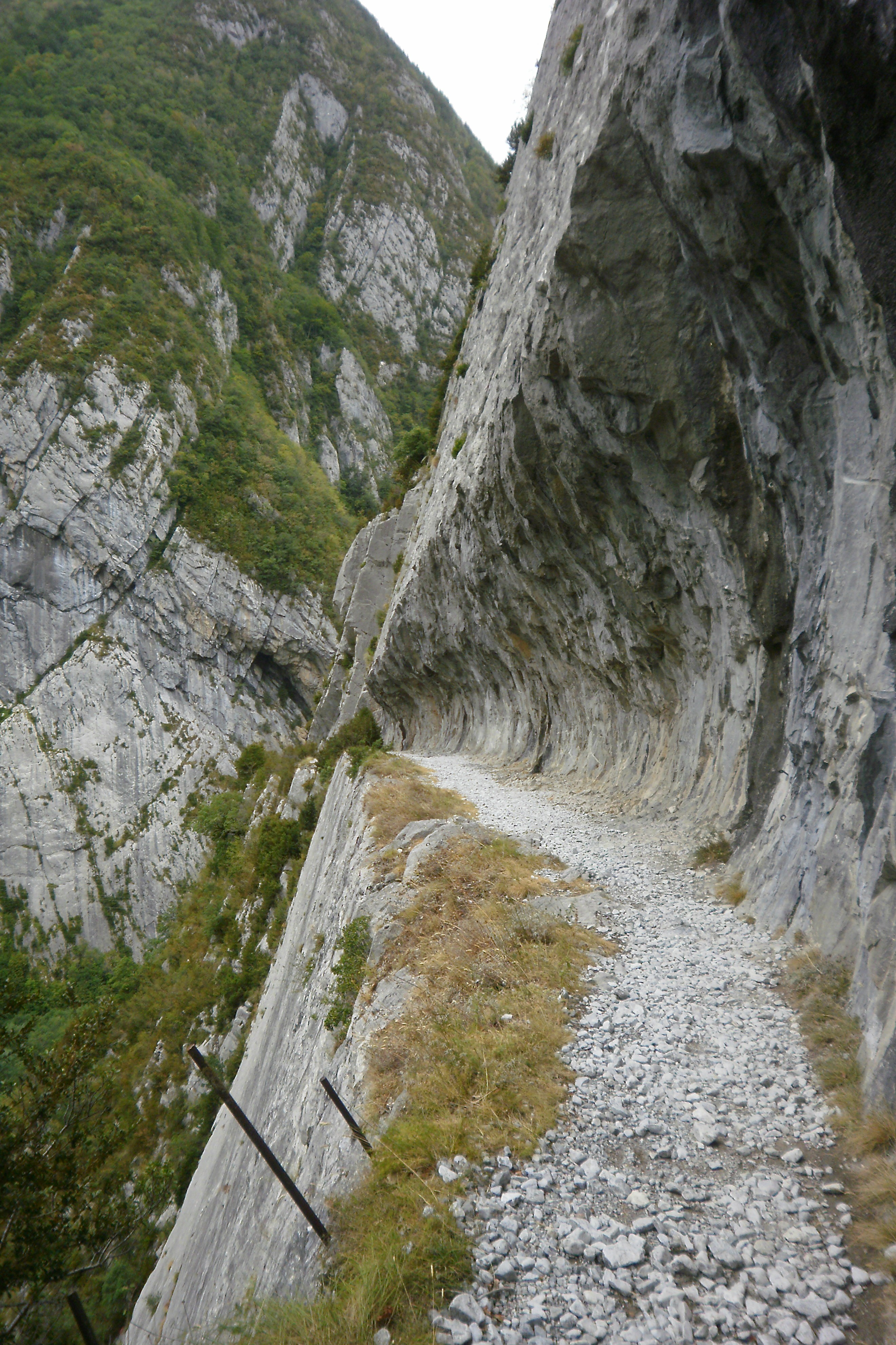
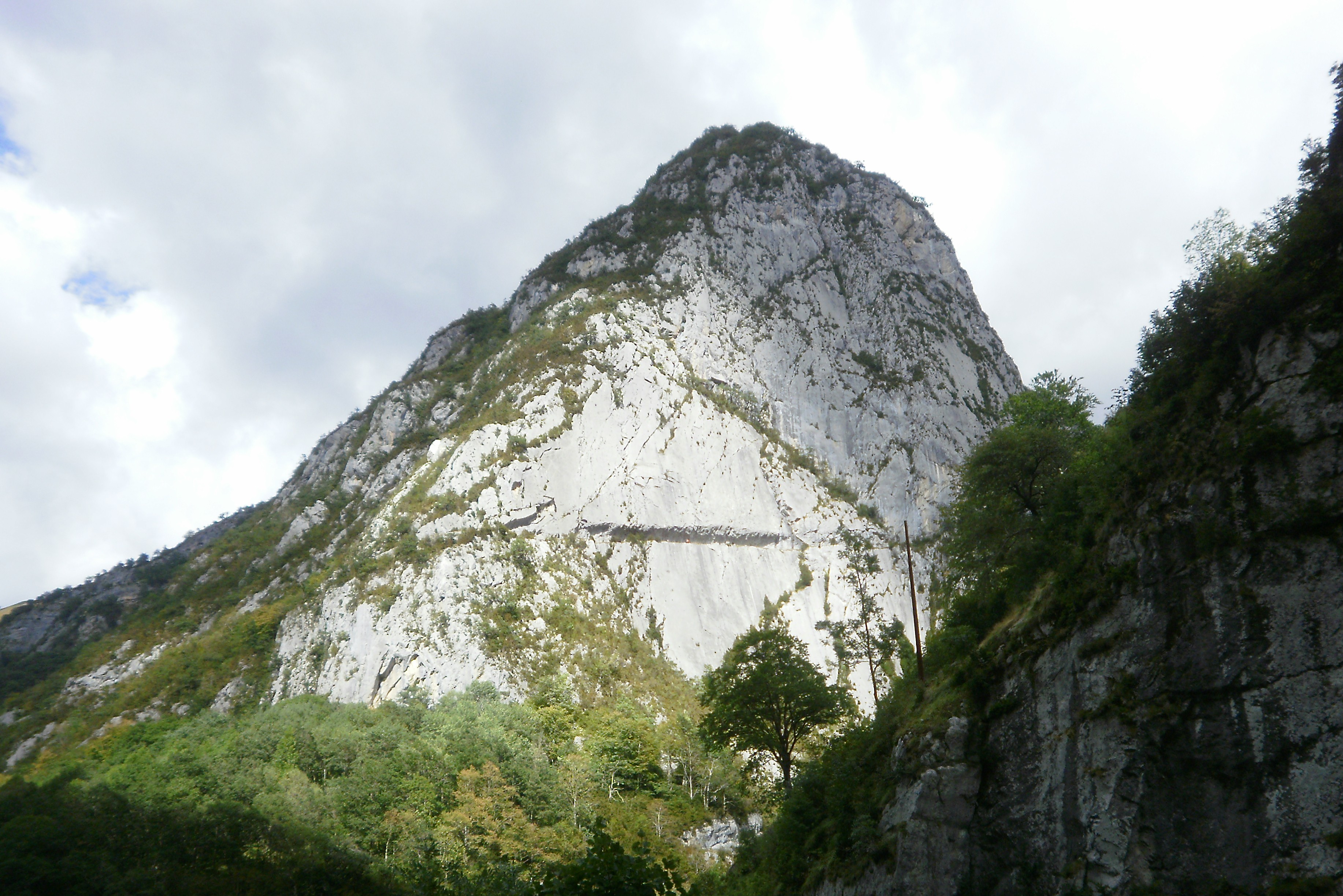
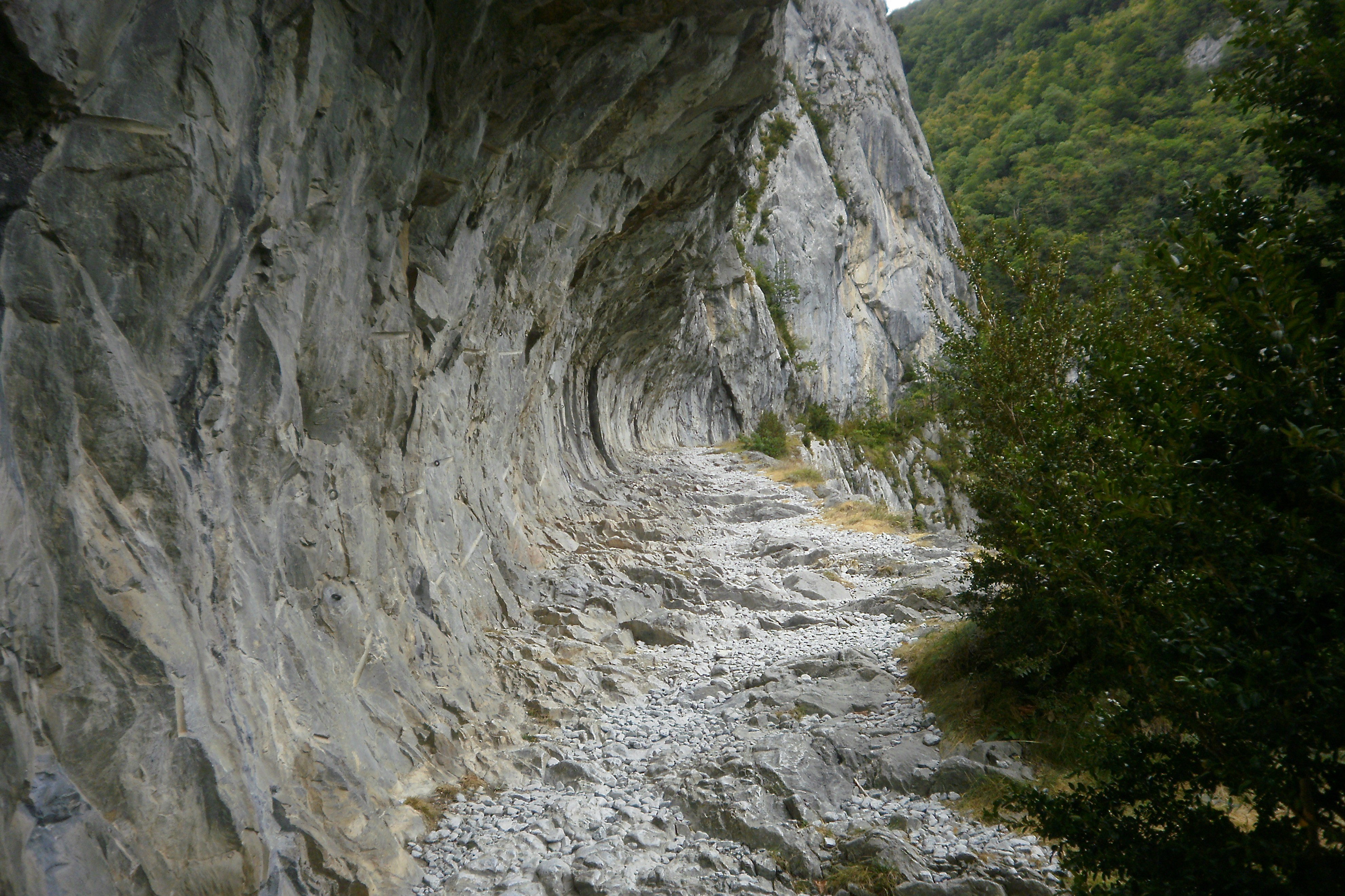
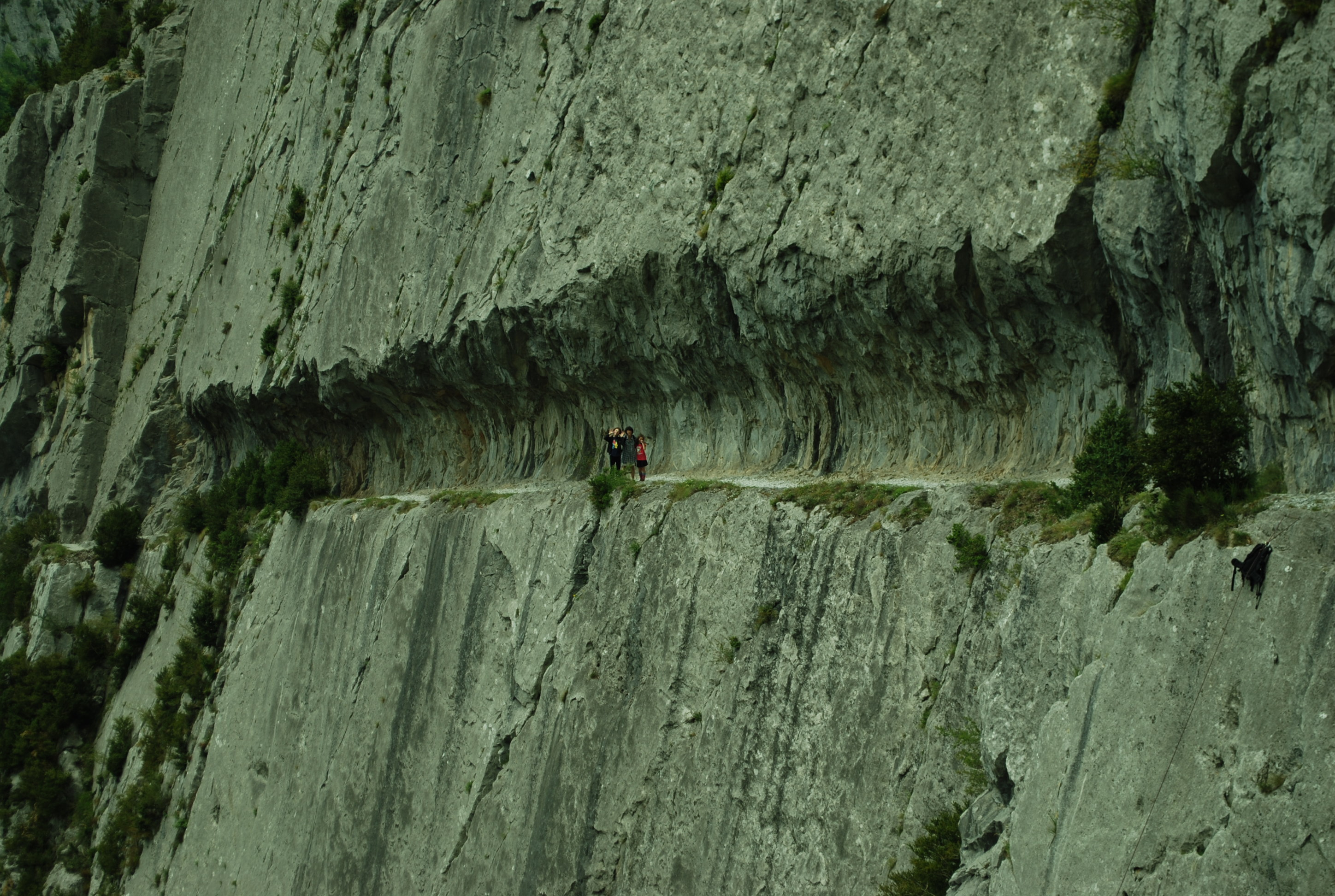
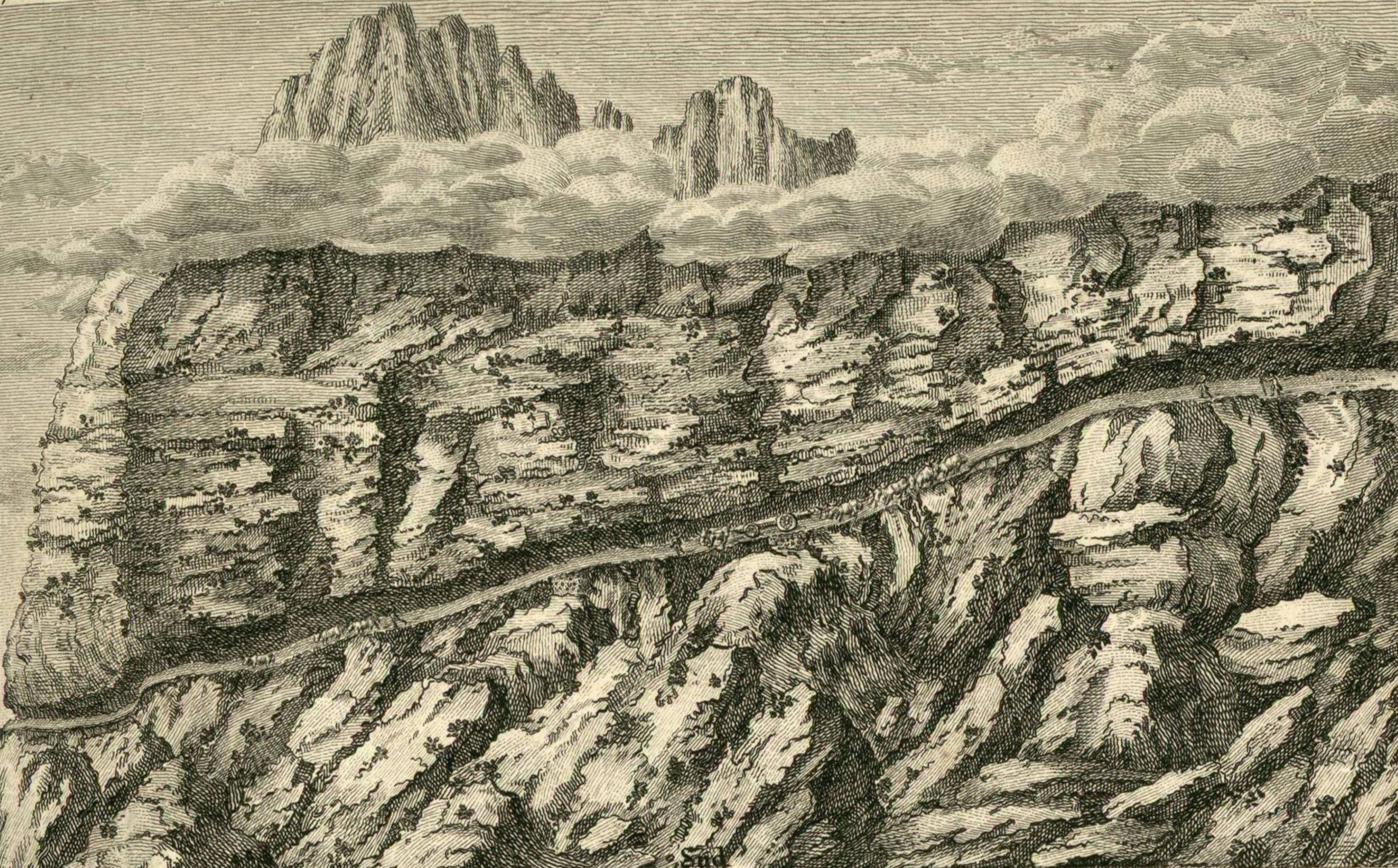
Chemin de la Mâture 1781
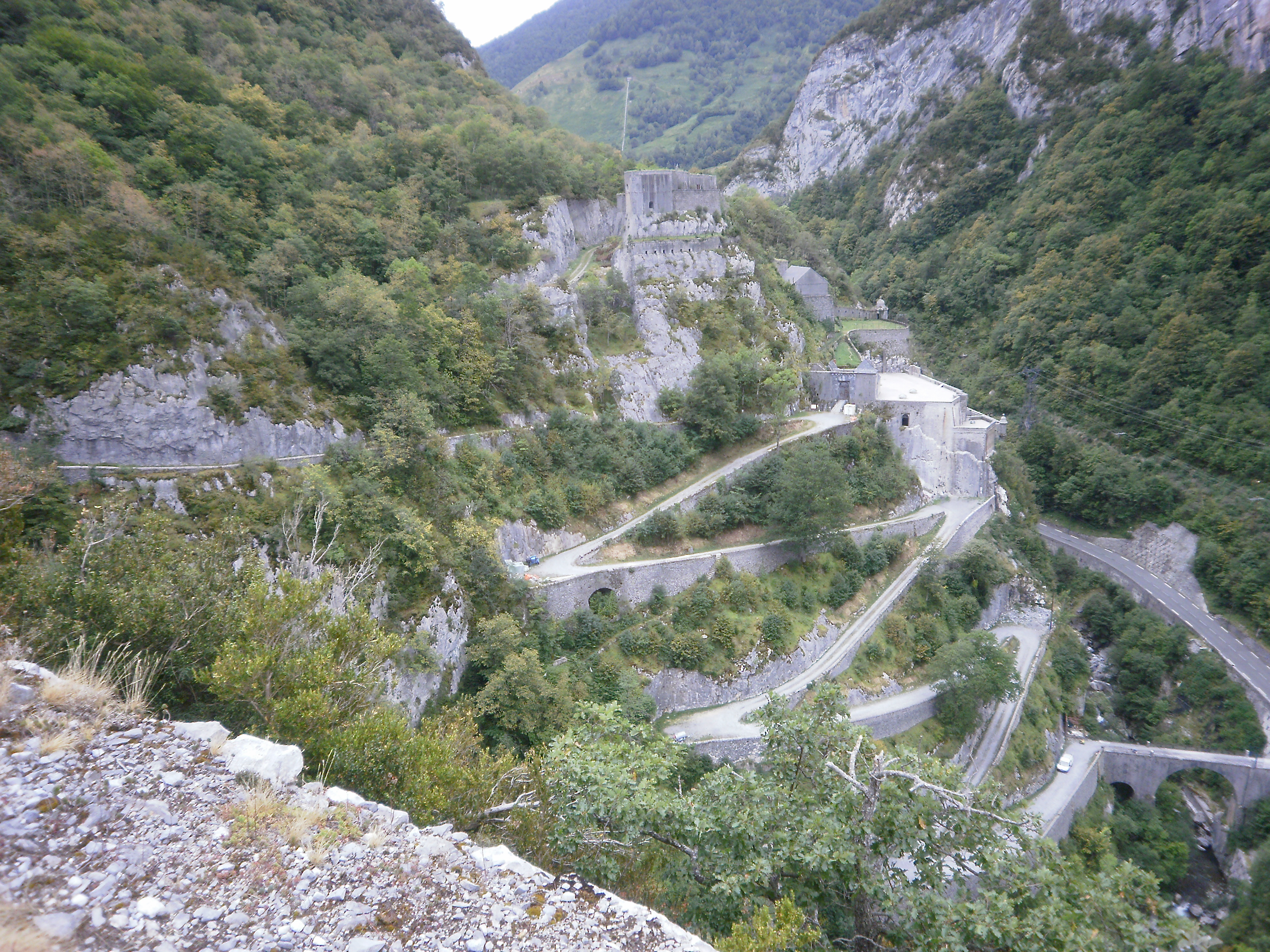
Blick auf das Fort du Portalet

### Bildung
Etsaut verfügt über eine öffentliche Grundschule.

### Verkehr
Die Gemeinde ist angeschlossen an die Route nationale 134.
Als Ersatz für die stillgelegte Bahnstrecke Pau–Canfranc verbindet eine Buslinie des TER Aquitaine, einer Regionalbahn der staatlichen SNCF, die Gemeinde mehrmals am Tag mit Canfranc und Bedous mit Anschluss an die Regionalbahnlinie 63 des TER Aquitaine nach Pau über Oloron-Sainte-Marie.